# American Horror Story: Delicate
American Horror Story: Delicate es la duodécima temporada de la serie de televisión de antología de terror de FX, American Horror Story, creada por Ryan Murphy y Brad Falchuk, que se estrenó el 20 de septiembre de 2023 y estuvo dividida en dos partes, la segunda parte se estrenó el 3 de abril de 2024. La temporada se basa en el libro Delicate Condition de Danielle Valentine. Los miembros del elenco que regresan de temporadas anteriores incluyen a Emma Roberts, Billie Lourd, Denis O'Hare y Leslie Grossman. Los nuevos actores que se unieron al elenco son: Matt Czuchry, Kim Kardashian, Annabelle Dexter-Jones, Michaela Jaé Rodriguez, Cara Delevingne, Julie White y Maaz Ali.

## Trama
Emma Roberts interpreta a Anna Victoria, una actriz que está en la cumbre de su carrera, con una obsesión en la vida: formar una familia. Sin embargo, el destino no hace más que ponerle zancadillas a sus numerosos intentos de quedar embarazada por inseminación in vitro. Y puede que no sea responsabilidad suya: algo parece estar saboteando su cuerpo, algo, incluso, que no pertenece a este plano terrenal. Su incansable búsqueda de la maternidad lleva a la joven actriz a la locura, que empieza a autoconvencerse de que una presencia malévola que no para de seguirla es la culpable de que su embarazo no salga adelante, notando como le acecha constantemente. Por ello, empieza a cuestionarse en quién puede confiar, y poco a poco va forjando un muro inquebrantable de paranoias y reduciendo su círculo de confianza.

## Elenco y personajes

### Principales
- Emma Roberts como Anna Victoria Alcott[2][3]
- Matt Czuchry como Dexter "Dex" Harding Jr.[4][3]
- Kim Kardashian como Siobhan Corbyn[2][3]
- Annabelle Dexter-Jones como Sonia Shawcross y Adeline Harding[5][3]
- Michaela Jaé Rodriguez como Nicolette[6][3]
- Denis O'Hare como el Dr. Andrew Hill[3]
- Cara Delevingne como Ivy Ehrenreich[7][3]
- Julie White como Sra. Mavis Preecher[3]
- Maaz Ali como Kamal

### Recurrentes
- Juliana Canfield como Talia Thompson
- Tavi Gevinson como Cora
- Zo Tipp como Theo Thomson
- Taylor Richardson como Babette Eno
- Dominic Burgess como Hamish Moss[3][8]
- Ashlie Atkinson como Susan
- Ryan Spahn as Derek
- Billie Lourd como Ashley[3]
- Leslie Grossman como Ashleigh[3]
- Debra Monk como Virginia Harding[3]
- Grace Gummer como Margaret Alcott
- Reed Birney como Dexter Harding Sr.

### Invitados
- Andy Cohen como él mismo
- Zachary Quinto como él mismo[9]
- Erin Murray como la reina Isabel I
- Sophie von Haselberg como la reina María I
- Taylor Schilling como ella misma
- Carter Hudson como Ned Alcott
- Hamish Linklater como él mismo

## Episodios
| Parte 1 |   |                         |                |                |                          |        |      |
| 124     | 1 | «Multiply Thy Pain»     | Jessica Yu     | Halley Feiffer | 20 de septiembre de 2023 | CATS01 | 0.45 |
| 125     | 2 | «Rockabye»              | Jennifer Lynch | Halley Feiffer | 27 de septiembre de 2023 | CATS02 | 0.32 |
| 126     | 3 | «When the Bough Breaks» | Jennifer Lynch | Halley Feiffer | 4 de octubre de 2023     | CATS03 | 0.37 |
| 127     | 4 | «Vanishing Twin»        | John J. Gray   | Halley Feiffer | 11 de octubre de 2023    | CATS04 | 0.36 |
| 128     | 5 | «Preech»                | John J. Gray   | Halley Feiffer | 18 de octubre de 2023    | CATS05 | 0.24 |
| Parte 2 |   |                         |                |                |                          |        |      |
| 129     | 6 | «Opening Night»         | Brad Buecker   | Halley Feiffer | 3 de abril de 2024       | CATS06 | 0.24 |
| 130     | 7 | «Ave Hestia»            | Jennifer Lynch | Halley Feiffer | 10 de abril de 2024      | CATS07 | 0.31 |
| 131     | 8 | «Little Gold Man»       | Jennifer Lynch | Halley Feiffer | 17 de abril de 2024      | CATS08 | 0.16 |
| 132     | 9 | «The Auteur»            | John J. Gray   | Halley Feiffer | 24 de abril de 2024      | CATS09 | 0.23 |

## Producción

### Desarrollo
El 9 de enero de 2020, American Horror Story se renovó hasta por una decimotercera temporada. El 10 de abril de 2023, el cocreador de la serie Ryan Murphy confirmó que la temporada contaría con Halley Feiffer como showrunner y se basaría en el próximo libro de Danielle Valentine, Delicate Condition, lo que la convertiría en la primera temporada en la historia de la serie que no tendría a Murphy como showrunner y apoyarse en material original. Murphy también anunció que la temporada se titularía Delicate.

### Casting
Matt Czuchry se unió al reparto de la duodécima temporada el 6 de abril de 2023. El 10 de abril de 2023, Murphy anunció que la temporada estaría protagonizada por Kim Kardashian y la veterana de la serie Emma Roberts. Murphy describió la temporada como "ambiciosa y diferente a todo lo que [la serie] ha hecho hasta el momento" y al personaje de Kardashian como "divertido, elegante y, en última instancia, aterrador". La participación de Kardashian en la serie es su primera en la televisión guionizada y estaba siendo planeada por ella y Murphy desde 2022, después de que Murphy quedara impresionado por su trabajo como presentadora en un episodio de octubre de 2021 de Saturday Night Live.
El 24 de abril se vio a Cara Delevingne rodando escenas de la temporada con Roberts. Esa misma semana, Annabelle Dexter-Jones y Michaela Jaé Rodriguez se unieron al reparto en funciones no reveladas. El 1 de mayo, Variety mencionó a Odessa A'zion entre los miembros confirmados del reparto. En junio, People informó de que Zachary Quinto había confirmado que haría un cameo en la temporada. El actor también alabó la actuación de Kardashian: "No creo que necesite mis consejos. Parecía realmente en su elemento, y me impresionó mucho su espíritu y su franqueza".

### Rodaje
El 1 de mayo, durante la Gala del Met, Kardashian dijo a Variety que la producción de la temporada había comenzado, y que sus escenas se filmarán a finales de ese mes. El 4 de mayo, tercer día de la huelga de 2023 del Sindicato de Guionistas de Estados Unidos en Nueva York, se rumoreó que la producción se había detenido. Sin embargo, Deadline Hollywood informó de que el rodaje de la duodécima temporada no se había detenido y que los miembros del reparto estaban utilizando una entrada trasera del estudio para evitar el piquete. El 10 de mayo de 2023, se anunció que la producción de la temporada se había detenido debido a la huelga. El rodaje se suspendió oficialmente en julio debido a la huelga SAG-AFTRA de 2023. El rodaje se reanudó a finales de noviembre de 2023 y finalizó el 22 de enero de 2024.

## Lanzamiento

### Marketing
El 20 de julio de 2023 se publicó el primer teaser tráiler de la temporada. Descrito como "siniestro" por la prensa, presenta a mujeres de pelo blanco en círculo e imágenes de maternidad, incluida Kim Kardashian, con un bebé en brazos; Kardashian, Roberts y Delevingne son las únicas actrices que aparecen, todas ellas con pintalabios rojo brillante. El teaser incluye una versión modificada de la canción infantil inglesa «Rock-a-bye Baby». Tras ver el teaser, Kyle Denis, de Billboard, señaló Rosemary's Baby (1968) como posible inspiración para la temporada. El 6 de septiembre se publicó el tráiler completo.

### Emisión
El 15 de agosto de 2023, FX anunció que la temporada se dividiría en dos partes, y que la primera se estrenaría el 20 de septiembre de 2023. La segunda parte, de cuatro episodios, se estrenó el 3 de abril de 2024.